# Druga liga SR Jugoslavije 1993-1994
La Druga liga SR Jugoslavije 1993-1994, conosciuta anche come Druga liga 1993-1994, è stata la seconda edizione della seconda divisione del campionato di calcio della Repubblica Federale di Jugoslavia, la 48ª come Druga liga jugoslava.

## Formula
Le 20 squadre vengono divise in due gironi all'italiana andata e ritorno; le migliori squadre della stagione precedente sono inserite nel Gruppo A, le rimanenti in quello B.
Alla conclusione delle 18 giornate disputate in autunno, le ultime 4 squadre del Gruppo A passano nel Gruppo B e vengono sostituite dalle migliori 4 del Gruppo B. In base al piazzamento vengono assegnati punti-bonus che le squadre si portano in dote nella fase primavera.
Al termine delle 18 giornate disputate in primavera:
Le prime due del Gruppo A salgono di categoria.
Le squadre piazzatesi al 3º e 4º posto del Gruppo A disputano gli spareggi contro terz'ultima e quart'ultima di Prva Liga.
Le quattro squadre piazzatesi fra il 7º e 10º posto del Gruppo A passano al Gruppo B Autunno della stagione successiva.
Le prime quattro del Gruppo B passano al Gruppo A Autunno della stagione successiva.
Le squadre piazzatesi al 5º e 6º posto del Gruppo B disputano gli spareggi contro le seconde dei 4 gironi di Srpska Liga.
Le ultime quattro del Gruppo B retrocedono in Sprska Liga.

## Squadre partecipanti
| Squadra                | Città                | Provincia        | Stagione 1992-93 | Stagione 1992-93  |
| Squadra                | Città                | Provincia        | Pos.             | Divisione         |
| ---------------------- | -------------------- | ---------------- | ---------------- | ----------------- |
| Priština               | Priština             | Kosovo           | 18º              | Prva liga         |
| Borac Banja Luka       | Banja Luka           | Republika Srpska | 19º              | Prva liga         |
| Mačva Šabac            | Šabac                | Serbia Centrale  | 4º               | Druga liga        |
| Borac Čačak            | Čačak                | Serbia Centrale  | 5º               | Druga liga        |
| Mladost Lučani         | Lučani               | Serbia Centrale  | 6º               | Druga liga        |
| Dinamo Pančevo         | Pančevo              | Voivodina        | 7º               | Druga liga        |
| Novi Sad               | Novi Sad             | Voivodina        | 8º               | Druga liga        |
| Obilić                 | Belgrado             | Serbia Centrale  | 9º               | Druga liga        |
| Inđija                 | Inđija               | Voivodina        | 10º              | Druga liga        |
| Novi Pazar             | Novi Pazar           | Serbia Centrale  | 11º              | Druga liga        |
| Zastava Kragujevac     | Kragujevac           | Serbia Centrale  | 12º              | Druga liga        |
| Dubočica Leskovac      | Leskovac             | Serbia Centrale  | 13º              | Druga liga        |
| Jedinstvo Bijelo Polje | Bijelo Polje         | Montenegro       | 14º              | Druga liga        |
| Čukarički              | Čukarica, Belgrado   | Serbia Centrale  | 1º               | Srpska liga Nord  |
| Mladost Bački Jarak    | Bački Jarak, Temerin | Voivodina        | 2º               | Srpska liga Nord  |
| Badnjevac              | Badnjevac, Batočina  | Serbia Centrale  | 1º               | Srpska liga Ovest |
| Loznica                | Loznica              | Serbia Centrale  | 2º               | Srpska liga Ovest |
| Topličanin Prokuplje   | Prokuplje            | Serbia Centrale  | 1º               | Srpska liga Est   |
| Jagodina               | Jagodina             | Serbia Centrale  | 2º               | Srpska liga Est   |
| Lovćen                 | Cettigne             | Montenegro       | 1º               | Crnogorska liga   |

```
In alcune fonti certe squadre sono nominate in modo diverso, questo per via dei loro sponsor. Queste sono:
[
4
]

Obilić               / Obilić Kopeneks
Čukarički Beograd    / Čukarički Stankom
RFK Novi Sad         / Novi Sad Gumins
Topličanin Prokuplje / Topličanin RIS
Inđija               / Agrounija Inđija
```

## Fase Autunno
| GRUPPO A |                      |     |       |
| Pos.     | Squadra              | Pti | Bonus |
| 1        | Priština             | 23  | 11    |
| 2        | Borac Čačak          | 22  | 10    |
| 3        | Obilić               | 22  | 9     |
| 4        | Dinamo Pančevo       | 21  | 9     |
| 5        | Novi Sad             | 19  | 7     |
| 6        | Novi Pazar           | 19  | 7     |
| 7        | Mačva Šabac          | 18  | 8     |
| 8        | Borac B.L.(Belgrado) | 13  | 5     |
| 9        | Mladost Lučani       | 13  | 4     |
| 10       | Inđija               | 11  | 3     |

| GRUPPO B |                        |     |       |
| Pos.     | Squadra                | Pti | Bonus |
| 1        | Loznica                | 20  | 6     |
| 2        | Badnjevac              | 20  | 5     |
| 3        | Čukarički              | 20  | 4     |
| 4        | Jedinstvo Bijelo Polje | 20  | 4     |
| 5        | Topličanin Prokuplje   | 18  | 7     |
| 6        | Dubočica Leskovac      | 18  | 6     |
| 7        | Mladost Bački Jarak    | 17  | 4     |
| 8        | Zastava Kragujevac     | 17  | 4     |
| 9        | Lovćen                 | 16  | 3     |
| 10       | Jagodina               | 14  | 2     |

Legenda:

      Passano in Druga Liga B Primavera
      Passano in Druga Liga A Primavera
Note:

Due punti a vittoria, uno a pareggio, zero a sconfitta.

## Fase Primavera
| GRUPPO A |                        |     |       |        |
| Pos.     | Squadra                | Pti | Bonus | Totale |
| 1        | Borac Čačak            | 24  | 10    | 34     |
| 2        | Obilić                 | 22  | 9     | 31     |
| 3        | Novi Pazar             | 21  | 7     | 28     |
| 4        | Loznica                | 21  | 6     | 27     |
| 5        | Čukarički              | 23  | 4     | 27     |
| 6        | Dinamo Pančevo         | 16  | 9     | 25     |
| 7        | Badnjevac              | 20  | 5     | 25     |
| 8        | Novi Sad               | 13  | 7     | 20     |
| 9        | Priština               | 9   | 11    | 20     |
| 10       | Jedinstvo Bijelo Polje | 11  | 4     | 15     |

| GRUPPO B |                      |     |       |        |
| Pos.     | Squadra              | Pti | Bonus | Totale |
| 1        | Mladost Lučani       | 25  | 4     | 29     |
| 2        | Mačva Šabac          | 20  | 8     | 28     |
| 3        | Mladost Bački Jarak  | 22  | 4     | 26     |
| 4        | Dubočica Leskovac    | 20  | 6     | 26     |
| 5        | Borac B.L.(Belgrado) | 20  | 5     | 25     |
| 6        | Topličanin Prokuplje | 17  | 7     | 24     |
| 7        | Inđija               | 20  | 3     | 23     |
| 8        | Zastava Kragujevac   | 16  | 4     | 20     |
| 9        | Jagodina             | 13  | 2     | 15     |
| 10       | Lovćen               | 7   | 3     | 10     |

Legenda:

      Promosse in Prva liga SR Jugoslavije 1994-1995
      Ai play-off promozione
      Passano in Druga Liga B Autunno 1994
      Passano in Druga Liga A Autunno 1994
      Ai play-out
      Retrocedono in Treća liga SR Jugoslavije 1994-1995
Note:

Due punti a vittoria, uno a pareggio, zero a sconfitta.

## Spareggi promozione e retrocessione

### Spareggi promozione
A questi spareggi partecipano:
- OFK Kikinda (17º in Prva Liga)
- Sutjeska (18º in Prva Liga)
- Novi Pazar (3º in Druga Liga)
- Loznica (4º in Druga Liga)

Gli abbinamenti sono stati Kikinda v Loznica e Sutjeska v Novi Pazar e i vincitori sono stati Sutjeska (che mantiene il posto in Prva Liga) e Loznica (che così viene promosso).

### Spareggi retrocessione
A questi spareggi partecipano:
- Borac B.L.(Belgrado) (15º in Druga Liga)
- Topličanin Prokuplje (16º in Druga Liga)
- Javor Ivanjica (2º in Srpska Liga Ovest)
- Mornar (2º in Montenegro)
- Zvezdara (2º in Srpska Liga Nord)
- Župa Aleksandrovac (2º in Srpska Liga Est)

#### Primo turno
Javor e Mornar hanno eliminato Zvezdara e Župa e sono passati al secondo turno.

#### Secondo turno
Gli abbinamenti sono stati Borac v Mornar e Topličanin v Javor: i vincitori sono stati Borac (che mantiene il posto in Druga Liga) e Javor (che così viene promosso).

### Verdetti
| Pos. | Squadra                | Verdetti                                          |
| ---- | ---------------------- | ------------------------------------------------- |
| 1    | Borac Čačak            | Promossi in Prva Liga 1994-95                     |
| 2    | Obilić                 | Promossi in Prva Liga 1994-95                     |
| 3    | Novi Pazar             |                                                   |
| 4    | Loznica                | Promosso in Prva Liga 1994-95                     |
| 5    | Čukarički              |                                                   |
| 6    | Dinamo Pančevo         |                                                   |
| 7    | Badnjevac              |                                                   |
| 8    | Novi Sad               |                                                   |
| 9    | Priština               |                                                   |
| 10   | Jedinstvo Bijelo Polje |                                                   |
| 11   | Mladost Lučani         |                                                   |
| 12   | Mačva Šabac            |                                                   |
| 13   | Mladost Bački Jarak    |                                                   |
| 14   | Dubočica Leskovac      |                                                   |
| 15   | Borac B.L.(Belgrado)   |                                                   |
| 16   | Topličanin Prokuplje   | Retrocessi in Treća liga SR Jugoslavije 1994-1995 |
| 17   | Inđija                 | Retrocessi in Treća liga SR Jugoslavije 1994-1995 |
| 18   | Zastava Kragujevac     | Retrocessi in Treća liga SR Jugoslavije 1994-1995 |
| 19   | Jagodina               | Retrocessi in Treća liga SR Jugoslavije 1994-1995 |
| 20   | Lovćen                 | Retrocessi in Treća liga SR Jugoslavije 1994-1995 |